# قلوسة

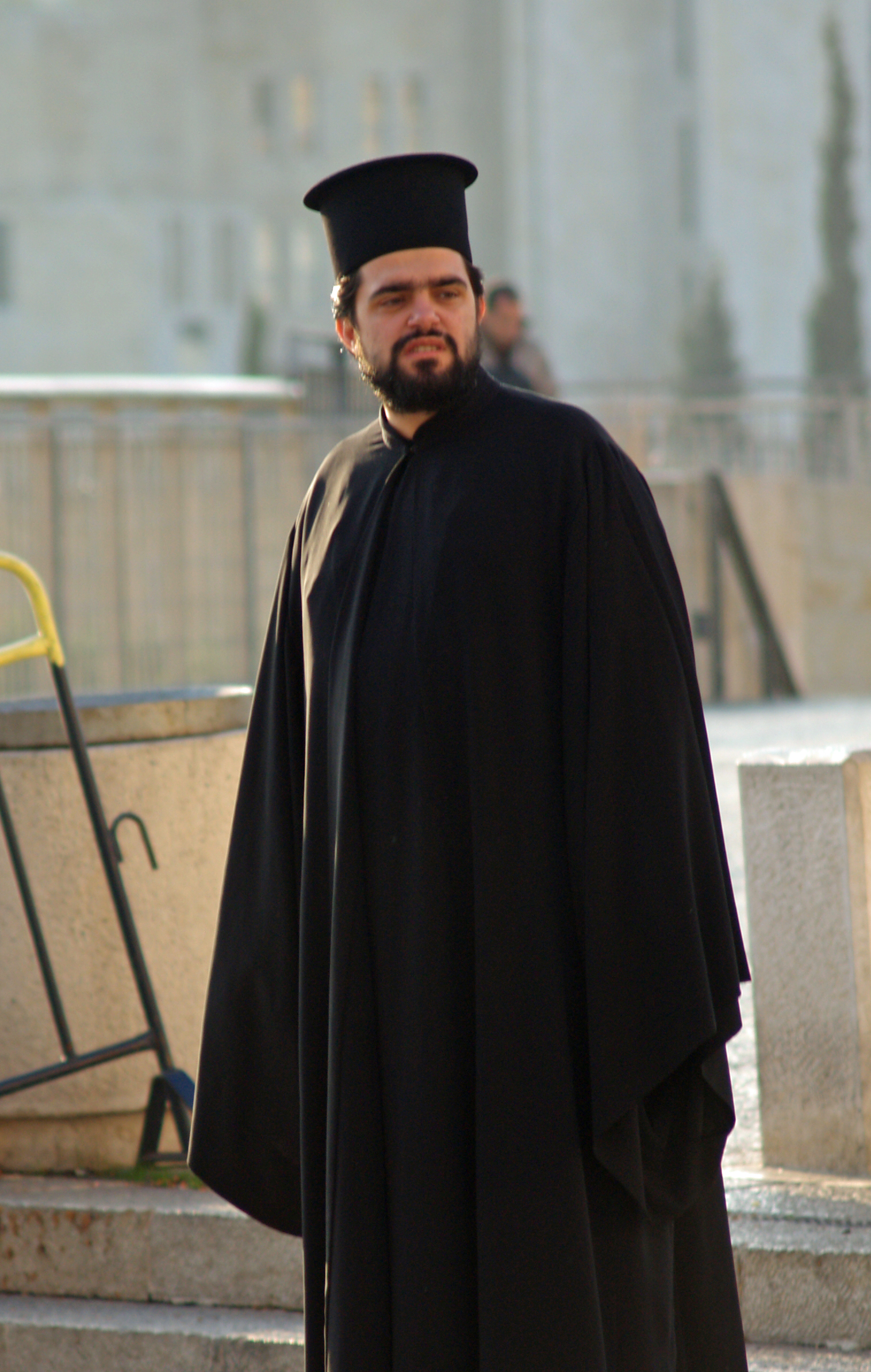
رجل دين أرثوذكسي يرتدي القلوسة.

القلوسة أو كامبلكا (باليونانيَّة: καλυμμαύχιον) هي غطاء رأس صلب، وتستخدم ضمن الملابس الدينية المسيحية الشرقية في الأرثوذكسية الشرقية والكنائس الكاثوليكية الشرقية.
تختلف ألوان وأشكال القلوسة حسب التقاليد العرقية حيث يختلف شكل القلوسة في التقاليد اليونانية، والتقاليد الروسيَّة، والتقاليد الصربيَّة والسريانية.